# Iguala de la Independencia
Iguala de la Independencia (del náhuatl: yohualcehuatl ‘donde serena la noche’) es una ciudad de México ubicada en la región Norte del estado de Guerrero, a 190 kilómetros de la Ciudad de México. Es cabecera del municipio homónimo y se encuentra en un valle rodeado por nueve montañas.
Es la tercera ciudad más poblada del estado solo después de Chilpancingo y Acapulco.
Es también la centésimo novena ciudad más poblada de México al tener en 2020 una población de 132 854 habitantes de acuerdo con el último conteo y delimitación oficial realizada en 2020 en conjunto por el Instituto Nacional de Estadística y Geografía, el Consejo Nacional de Población y la Secretaría de Desarrollo Social.
La importancia de esta ciudad radica principalmente en que, el 24 de febrero de 1821 Agustín de Iturbide proclamó el Plan de Iguala en donde se reconocía por primera vez y de manera oficial la Independencia de México de España, y la unión de los ejércitos insurgente y realista en el llamado Ejército Trigarante. Ese mismo día, el sastre y peluquero José Magdaleno Ocampo, por encargo del mismo Agustín de Iturbide, confeccionó la primera Bandera de México, que simboliza los postulados del Plan de Iguala: el blanco, la religión; el verde, la independencia; y el rojo, la unión, por lo que es considerada la cuna de la bandera nacional y aquí se ubica el Museo del lábaro patrio que cuenta con la colección de banderas o estandartes que han representado a México a lo largo de su historia. A su vez, Iguala es la única ciudad mencionada en el Documento que establece la independencia de México y en el Himno Nacional Mexicano, en la Estrofa IX. Otro dato importante en la historia de la ciudad es que en 1849 fue nombrada la primera capital del Estado de Guerrero.
En 2014 fue el escenario de la desaparición forzada y el asesinato de 43 estudiantes de la Escuela Normal Rural Raúl Isidro Burgos de Ayotzinapa, hechos que desataron una crisis política nacional y un gran indignación tanto en el ámbito nacional como en el internacional.

## Toponimia y significado histórico

### Significado
El nombre de Iguala proviene del náhuatl que deriva del mexicano Yohuallān, que quiere decir “Lugar de la noche”. Hay quienes la traducen en “Yoalla” que significa “Ya volvió” o “Ya viene”. Además de ser llamada oficialmente Iguala de la Independencia, pues en esta ciudad se sentaron las bases del Acta de Independencia del Imperio Mexicano, a su vez, es la única ciudad mencionada en el Documento que establece la independencia de México y en el Himno Nacional Mexicano, en la Estrofa IX.

### Otros nombres
Es llamada también La ciudad tamarindera por sus 32 árboles de tamarindo que fueron plantados en la ciudad hace más de 200 años y que se convirtieron en los frutos típicos de la región. También es llamada Cuna de la bandera nacional.
El 24 de febrero de 1821, Agustín de Iturbide proclamó el Plan de Iguala donde se reconocía por primera vez y de manera oficial la Independencia de México de España, y la unión de los ejércitos insurgente y realista en el llamado Ejército Trigarante. Ese mismo día, el sastre y peluquero José Magdaleno Ocampo, según encargo del mismo Agustín de Iturbide, confeccionó la primera Bandera de México, que simboliza los postulados del Plan de Iguala: el blanco, la religión; el verde, la independencia; y el rojo, la unión.

## Historia

### Época precolombina

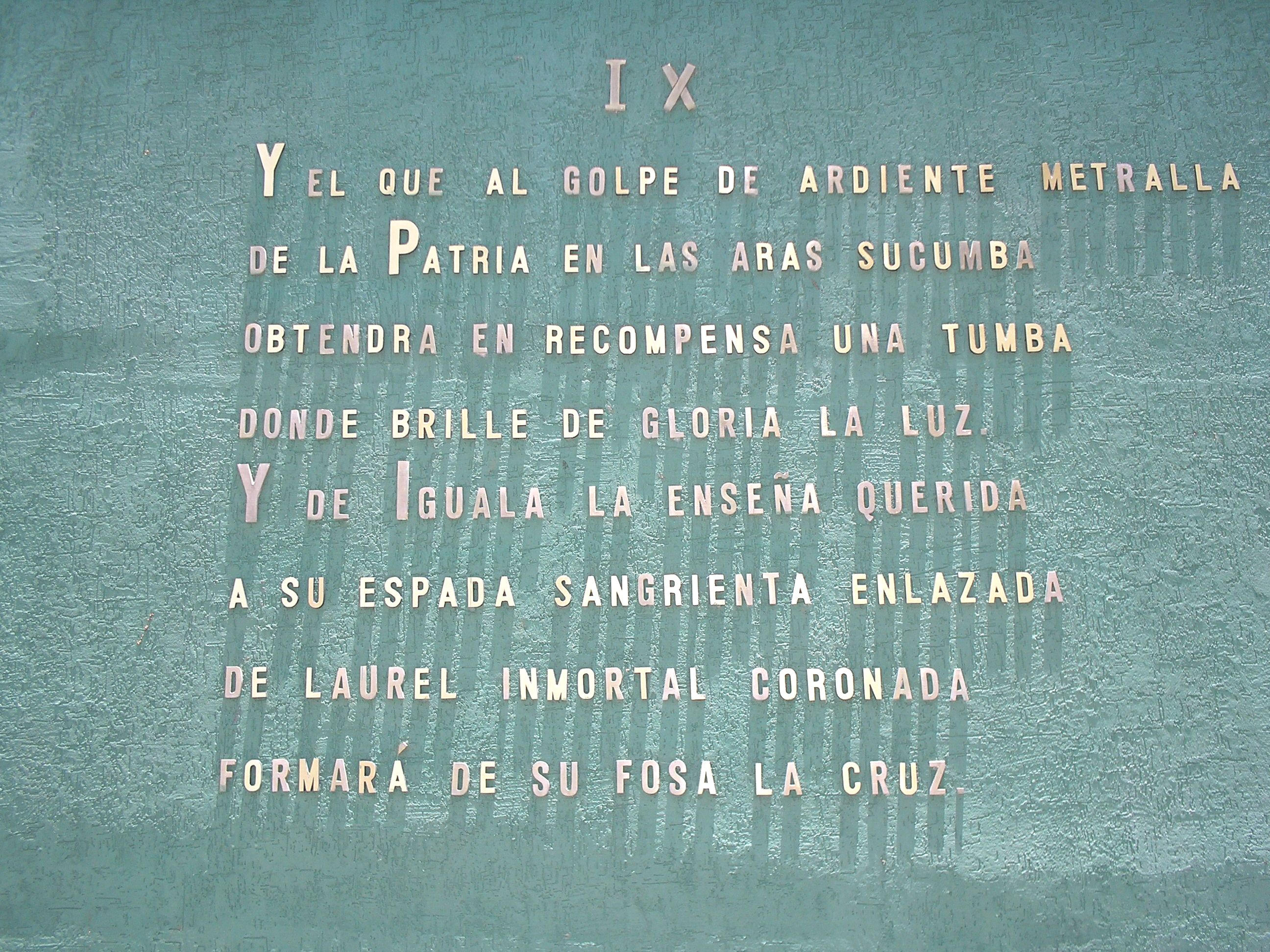
Estrofa IX del Himno Nacional Mexicano en la cual aparece esta ciudad.

En un principio la población de Iguala vivía en las montañas que rodean el valle, en un lugar llamado actualmente "Pueblo Viejo", donde se desarrolla gran parte de la historia de la ciudad, desde la época precolombina hasta la conquista.
En la época precolombina, estaba habitada por indígenas chontales, a quienes los aztecas sometieron en 1440, siendo Izcoatl el tlatoani de los aztecas. En la época del emperador Moctezuma Xocoyotzin, esta región era llamada Yoalan, como lo demuestran códices, como entre ellos el Códice Ramírez. El tributo que pagaba esta ciudad a Tenochtitlán era de los más altos.
No se puede precisar quienes fueron los primeros pobladores, aunque varios historiadores coinciden en argumentar que estuvo habitada por tribus de olmecas, matlazincas y el final llegaron los nahuas-coixcas. Los habitantes del Valle de México trataron, de 1418 a 1428, someter a los nahuas-coixcas de este valle sin lograrlo; lo intentaron nuevamente en 1438.

### Época virreinal

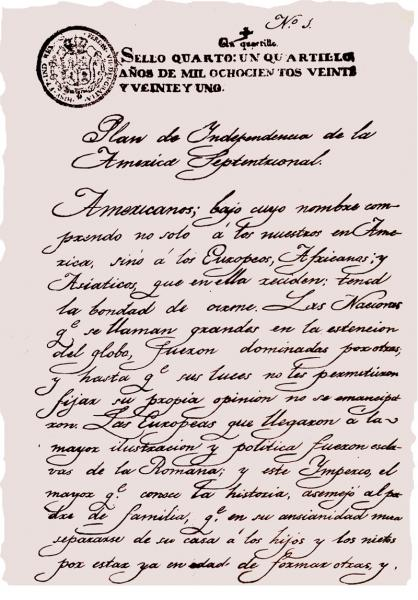
Primera hoja del Plan de Iguala.

Después de que los españoles conquistaron la gran Tenochtitlán, Cortés se enteró de que la mayor parte del oro y plata que tributaban a los aztecas provenían del sur y ordenó de inmediato una exploración por estos lugares. A su regreso, los exploradores le informaron que efectivamente la región contaba con inmensas riquezas minerales, por lo que inician la conquista del sur.
Los soldados españoles logran dominar a los grupos que habitaban la región, y los obligan a tributar a la corona. Cortés, como recompensa reparte el territorio en encomiendas entre sus soldados; Iguala es encomendado a Juan Mesa, a quien le tributaban dinero y maíz. Para controlar el poder desmedido de Cortés les otorgó a los encomenderos, la corona crea en 1533 las alcaldías mayores. Iguala pertenece a la de Tepecoacuilco.
En 1534 llegaron los frailes franciscanos, que evangelizaron a los indígenas; estos misioneros, con la finalidad de ganarse a los naturales de este lugar, los trataban muy bien y les instruían acerca de los beneficios que podían alcanzar siendo cristianos, y les obsequiaron un San Francisco de madera que aún existe en esta ciudad.

### SigloXVIII
En el siglo XVIII se reformó la organización política de la Nueva España y las alcaldías mayores se convirtieron en partidos bajo el sistema administrativo llamado intendencias, de tal manera que el partido de Iguala pasó a depender de la Intendencia de México.
Durante la Colonia, Iguala se convierte en un pueblo de elevada importancia, debido a que era paso obligado desde la capital del país hacia el puerto de Acapulco, a donde llegaba cada año el conocido Galeón de Manila.

### SigloXIX
El 2 de marzo de 1821 se integra el Ejército Trigarante en la plaza de Armas (hoy zócalo central) para jurar el Plan de Iguala y la Bandera de las Tres Garantías, logrando consumar la independencia con su entrada triunfal a la Ciudad de México el 27 de septiembre de 1821.
El 27 de octubre de 1849, durante el gobierno de José Joaquín de Herrera, se erige el Estado de Guerrero y se designa como su primera capital a la ciudad de Iguala, sede del poder ejecutivo y posteriormente en enero de 1850 del poder legislativo.

### SigloXXI
La noche del 26 de septiembre de 2014, elementos de la policía municipal de Iguala en connivencia con miembros de la organización criminal Guerreros Unidos atacaron a estudiantes desarmados de la Escuela Normal Rural de Ayotzinapa, con un saldo de seis muertos, entre estudiantes y civiles, 25 heridos y 43 estudiantes normalistas desaparecidos.
El 4 de noviembre, José Luis Abarca, exalcalde de la ciudad, y su esposa fueron detenidos e imputados de ordenar la desaparición de los estudiantes para detener una protesta porque interrumpiría uno de sus eventos. Se detuvo a más de 50 personas, entre los que había policías de los municipios de Iguala y Cocula, así como miembros de Guerreros Unidos y su líder, Sidronio Casarrubias, quien pagaba grandes sumas para decidir quiénes se integraban al cuerpo policial.

### Cronología histórica
| Período | Acontecimiento |
| ------- | --- |
| 1347    | Se fundó el pueblo con la tribu de los chontales. |
| 1440    | El rey Itzcóatl conquistó Iguala. |
| 1534    | Llegó a Iguala de la Independencia por primera vez una orden religiosa, los franciscanos. |
| 1560    | Quedó como cabecera de encomienda. |
| 1821    | En febrero, Agustín de Iturbide proclamó el Plan de Iguala (escrito entre octubre y diciembre de 1820), que fue nada menos que la proclamación de la independencia para todo el país. En marzo, en una ceremonia celebrada en el atrio parroquial, se celebró la jura del Plan de Iguala y de la bandera. El 27 de septiembre se firma el acta de la independencia, base fundamental de la vida política e institucional del país. |
| 1835    | En junio, a iniciativa del general Luis Gonzaga Vieyra, Iguala recibió el título de ciudad. |
| 1849    | El 27 de octubre, siendo Presidente de la República don José Joaquín de Herrera, se erige el estado de Guerrero y se designa a la ciudad de Iguala como su primera capital. |
| 1855    | El 24 de septiembre en Iguala, Juan N. Álvarez designó representantes de los departamentos, que habían de elegir al presidente provisional, de acuerdo con lo estipulado por el Plan de Ayutla. |
| 1913    | El general Ambrosio Figueroa Mata es fusilado en Iguala, Guerrero, por participar en la Rebelión contra Victoriano Huerta, en compañía de varios de sus hermanos. |
| 1914    | En marzo llegó el general Antonio G. Olea, jefe de las operaciones militares en Guerrero, procedente de Buenavista de Cuéllar, acosando a los zapatistas de aquel rumbo. El 14 de abril la plaza de Iguala fue ocupada por los generales Jesús H. Salgado, Heliodoro Castillo y Encarnación Díaz, conocido como el “Chon” Díaz, ahora en contra del usurpador Victoriano Huerta. En abril, el movimiento obregonista recobró fuerza y el propio general Álvaro Obregón envió al general Héctor F. López a Iguala, para preparar el desconocimiento de Venustiano Carranza en el estado de Guerrero.[cita requerida] |
| 2014    | Un grupo de estudiantes es atacado y se producen 6 muertos y 43 desapariciones. Se descubren implicaciones de autoridades locales políticas (el exalcalde) y policiales, así como del cártel Guerreros Unidos. |

## Geografía

### Clima
Iguala tiene clima tropical de sabana, clasificado como Aw en la categoría de Koppen, con una media de 26.1 °C. El clima es muy cálido a lo largo de todo el año, superando todos los meses las máximas de más de 30 °C. Los meses más calurosos son abril y mayo donde las máximas llegan siempre a los 37-39 grados, llegando a presentarse algunos días con temperatura igual o superior a los 40 °C.
En invierno, los días siguen siendo cálidos con noches suaves, las máximas se ubican entre los 30-33 °C, mientras que las mínimas pasan entre los 14-16 °C.
La temporada de lluvias es de junio a octubre. En Iguala cae un promedio de 1022 mm de lluvia anual.
| Parámetros climáticos promedio de Iguala de la Independencia (730 m s. n. m.) | Parámetros climáticos promedio de Iguala de la Independencia (730 m s. n. m.) | Parámetros climáticos promedio de Iguala de la Independencia (730 m s. n. m.) | Parámetros climáticos promedio de Iguala de la Independencia (730 m s. n. m.) | Parámetros climáticos promedio de Iguala de la Independencia (730 m s. n. m.) | Parámetros climáticos promedio de Iguala de la Independencia (730 m s. n. m.) | Parámetros climáticos promedio de Iguala de la Independencia (730 m s. n. m.) | Parámetros climáticos promedio de Iguala de la Independencia (730 m s. n. m.) | Parámetros climáticos promedio de Iguala de la Independencia (730 m s. n. m.) | Parámetros climáticos promedio de Iguala de la Independencia (730 m s. n. m.) | Parámetros climáticos promedio de Iguala de la Independencia (730 m s. n. m.) | Parámetros climáticos promedio de Iguala de la Independencia (730 m s. n. m.) | Parámetros climáticos promedio de Iguala de la Independencia (730 m s. n. m.) | Parámetros climáticos promedio de Iguala de la Independencia (730 m s. n. m.) |
| Mes                                                                           | Ene.                                                                          | Feb.                                                                          | Mar.                                                                          | Abr.                                                                          | May.                                                                          | Jun.                                                                          | Jul.                                                                          | Ago.                                                                          | Sep.                                                                          | Oct.                                                                          | Nov.                                                                          | Dic.                                                                          | Anual                                                                         |
| ----------------------------------------------------------------------------- | ----------------------------------------------------------------------------- | ----------------------------------------------------------------------------- | ----------------------------------------------------------------------------- | ----------------------------------------------------------------------------- | ----------------------------------------------------------------------------- | ----------------------------------------------------------------------------- | ----------------------------------------------------------------------------- | ----------------------------------------------------------------------------- | ----------------------------------------------------------------------------- | ----------------------------------------------------------------------------- | ----------------------------------------------------------------------------- | ----------------------------------------------------------------------------- | ----------------------------------------------------------------------------- |
| Temp. máx. abs. (°C)                                                          | 36.5                                                                          | 37.5                                                                          | 38.5                                                                          | 38.6                                                                          | 38.5                                                                          | 39.1                                                                          | 39.3                                                                          | 38.6                                                                          | 37.5                                                                          | 36                                                                            | 36.5                                                                          | 34.4                                                                          | 38.6                                                                          |
| Temp. máx. media (°C)                                                         | 32.1                                                                          | 33.9                                                                          | 36.3                                                                          | 38.3                                                                          | 37.6                                                                          | 33.9                                                                          | 32.0                                                                          | 31.8                                                                          | 31.3                                                                          | 31.7                                                                          | 31.9                                                                          | 31.6                                                                          | 33.5                                                                          |
| Temp. media (°C)                                                              | 23.1                                                                          | 24.9                                                                          | 27.3                                                                          | 29.4                                                                          | 29.8                                                                          | 27.6                                                                          | 26.1                                                                          | 26.0                                                                          | 25.7                                                                          | 25.4                                                                          | 24.2                                                                          | 23.1                                                                          | 26.1                                                                          |
| Temp. mín. media (°C)                                                         | 14.2                                                                          | 15.9                                                                          | 18.3                                                                          | 20.6                                                                          | 21.9                                                                          | 21.3                                                                          | 20.1                                                                          | 20.1                                                                          | 20.2                                                                          | 19.2                                                                          | 16.5                                                                          | 14.5                                                                          | 18.6                                                                          |
| Temp. mín. abs. (°C)                                                          | 9.7                                                                           | 10                                                                            | 11                                                                            | 14                                                                            | 15                                                                            | 13                                                                            | 11                                                                            | 9                                                                             | 8.8                                                                           | 7.9                                                                           | 7.8                                                                           | 7.4                                                                           | 7.4                                                                           |
| Lluvias (mm)                                                                  | 8.7                                                                           | 5.9                                                                           | 4.2                                                                           | 6.4                                                                           | 58.5                                                                          | 219.6                                                                         | 226.7                                                                         | 203.3                                                                         | 194.7                                                                         | 77.2                                                                          | 12.3                                                                          | 4.5                                                                           | 1022                                                                          |
| Días de lluvias (≥ )                                                          | 1.1                                                                           | 0.9                                                                           | 0.8                                                                           | 1.5                                                                           | 7.6                                                                           | 17.5                                                                          | 17.8                                                                          | 17.8                                                                          | 17.2                                                                          | 7.1                                                                           | 1.8                                                                           | 0.8                                                                           | 91.9                                                                          |
| [cita requerida]                                                              |                                                                               |                                                                               |                                                                               |                                                                               |                                                                               |                                                                               |                                                                               |                                                                               |                                                                               |                                                                               |                                                                               |                                                                               |                                                                               |

### Suelo
Existen dos tipos de suelos: chernozem o negros y los estepa praire; los primeros se localizan en la parte central del municipio, son suelos favorables para la agricultura; los segundos, son aptos para la explotación ganadera.

### Orografía
El relieve del territorio presenta variaciones importantes que, de manera general, pueden ser clasificadas como sigue: 40 % de zonas accidentadas, que se localizan hacia Coacoyula; 30 % de zonas semiplanas, que se encuentran hacia el occidente y el sur del municipio; y 30 % de zonas planas, que se ubican al centro, norte y oriente.

### Hidrografía

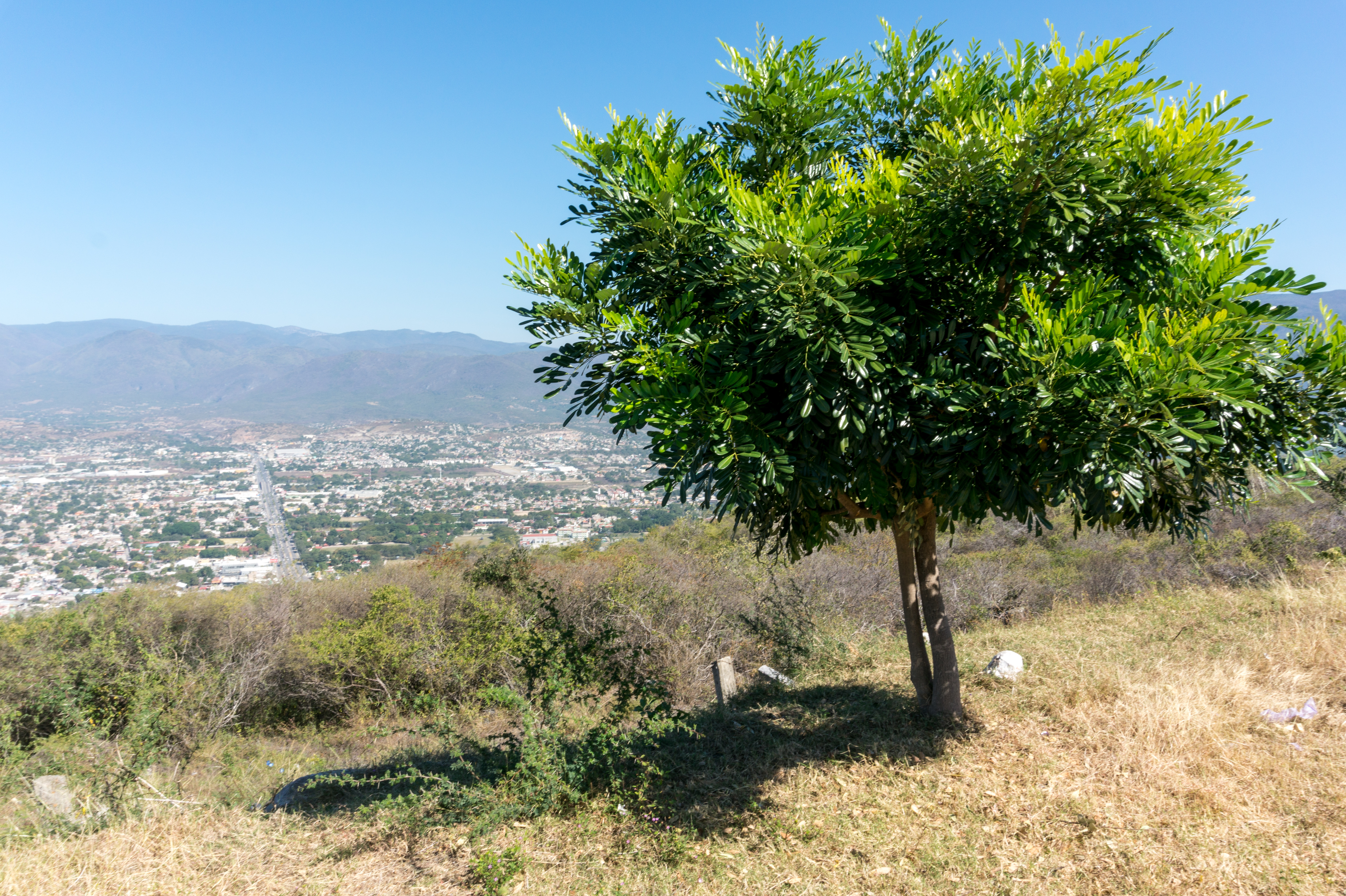
Vista de la ciudad.

Se integra de varias corrientes y dos cuerpos de agua; entre las primeras destacan Las Mojarras, Ceja Blanca, Uchal, El Naranjo, La Llave y Tomatal, entre otros; los cuerpos de agua son la laguna de Tuxpan y una porción del vaso de la presa Valerio Trujano. Estos recursos forman parte de la cuenca del Balsas.

### Flora
La vegetación está compuesta por selva baja caducifolia y matorral crasicaule; la primera se caracteriza por tener árboles menores de 15 metros, con troncos cortos y reducidos. Son comunes el cazahuate, el guaje, el cirián, el tepehuaje, el cascalote, el nopal, la higuerilla, el pochote, la parota y el amate.

### Fauna
Podemos encontrar todavía, pero en peligro de extinción, venado, tigrillo, lobo y zorra; los comúnmente vistos son: liebre, conejo, zorrillo, tlacuache, armadillo, víbora de cascabel y aves de distintas especies.

### Recursos naturales
Este municipio no se caracteriza por tener recursos naturales mineros o forestales importantes; los bosques apenas representan el 1.18 % de la superficie municipal.

### Parques
Iguala Cuenta con 8 parques municipales de los cuales 5 son de turismo y 3 de ecoturismo.
- Parque Alameda
- Plaza de Armas (Zócalo histórico)
- Monumento a la Bandera
- Museo de la Bandera
- Museo del ferrocarril
- Parque del Tehuehue "Asta Bandera"
- Comunidad de Tuxpan
- Parque Cañón de la "S"

## Demografía

### Población histórica
Iguala es la tercera ciudad más poblada del estado de Guerrero, solo superada por Acapulco y Chilpancingo. Conforme a los resultados que arrojó el Censo de Población y Vivienda 2020 que llevó a cabo el Instituto Nacional de Estadística y Geografía el 27 de marzo de 2020, la ciudad tenía una población total de 132 854 habitantes, 63 244 eran hombres y 69 610 mujeres. La tasa de crecimiento intercensal 1995-2000 es de 1.22 por ciento. La densidad de población es de 218.58 habitantes por kilómetro cuadrado.
Notas
      Fuente:Instituto Nacional de Estadística y Geografía
- Censos de población (1900 - 1990, 2000, 2010 y 2020)[22]
- Conteos de Población (1995 y 2005)[22]

### Vivienda
De acuerdo al XII Censo General de Población y Vivienda efectuado por el INEGI, el municipio cuenta al año 2000 con 28 412 viviendas ocupadas, de las cuales 23 297 dispone de agua potable, 24 008 disponen de drenaje, y 27 048 de energía eléctrica, representando así un 82 %, 84.5 % y 95.2 % respectivamente.
De acuerdo al régimen de propiedad, el 71.66 % son propias y el 28.34 % son rentadas. En relación con los asentamiento humanos se presentan con las siguientes características: 18.37 % son de adobe, el 62.04 % son de cemento, el 19.18 % es de madera o asbesto y el 0.41 % es no especificado.

## Gobierno
Actualmente el gobierno de Iguala está compuesto por
- Presidente municipal, representado por David Gama Pérez, por el partido Partido Revolucionario Institucional, para el periodo 2021-2024.[23]
- 2 síndicos 
  - Primera síndica administrativa
  - Segundo síndico procurador de Justicia
- 11 regidores
  - Regidora de Desarrollo Económico
  - Regidora de Obras Públicas
  - Regidor de Desarrollo Social
  - Regidor de Desarrollo Rural
  - Regidora de Gobernación
  - Regidora de Atención al Migrante
  - Regidora de Educación
  - Regidora de Ecología y Medio Ambiente
  - Regidor de Comercio y Abasto
  - Regidora de Hacienda
  - Regidora de Participación Social de la Mujer
  - Regidora de Salud

### Representación legislativa
Para la elección de los Diputados locales al Congreso del Estado de Guerrero y de los Diputados federales a la Cámara de Diputados de México, Iguala de la Independencia se encuentra integrado en los siguientes distritos electorales:

#### Local
| Distrito                                | Cabecera | Diputado                 | Secciones | Partido | Ref.   |
| --------------------------------------- | -------- | ------------------------ | --------- | ------- | ------ |
| Distrito electoral local 22 de Guerrero | Iguala   | Antonio Helguera Jiménez | 71        |         | [ 24 ] |
| Distrito electoral local 23 de Guerrero | Iguala   | Héctor Ocampo Arcos      | 113       |         | [ 24 ] |

#### Federal
| Distrito                                 | Cabecera | Diputado                  | Secciones | Partido | Ref.   |
| ---------------------------------------- | -------- | ------------------------- | --------- | ------- | ------ |
| Distrito electoral federal 2 de Guerrero | Iguala   | Araceli Ocampo Manzanares | 223       |         | [ 25 ] |

## Economía

### Actividades económicas

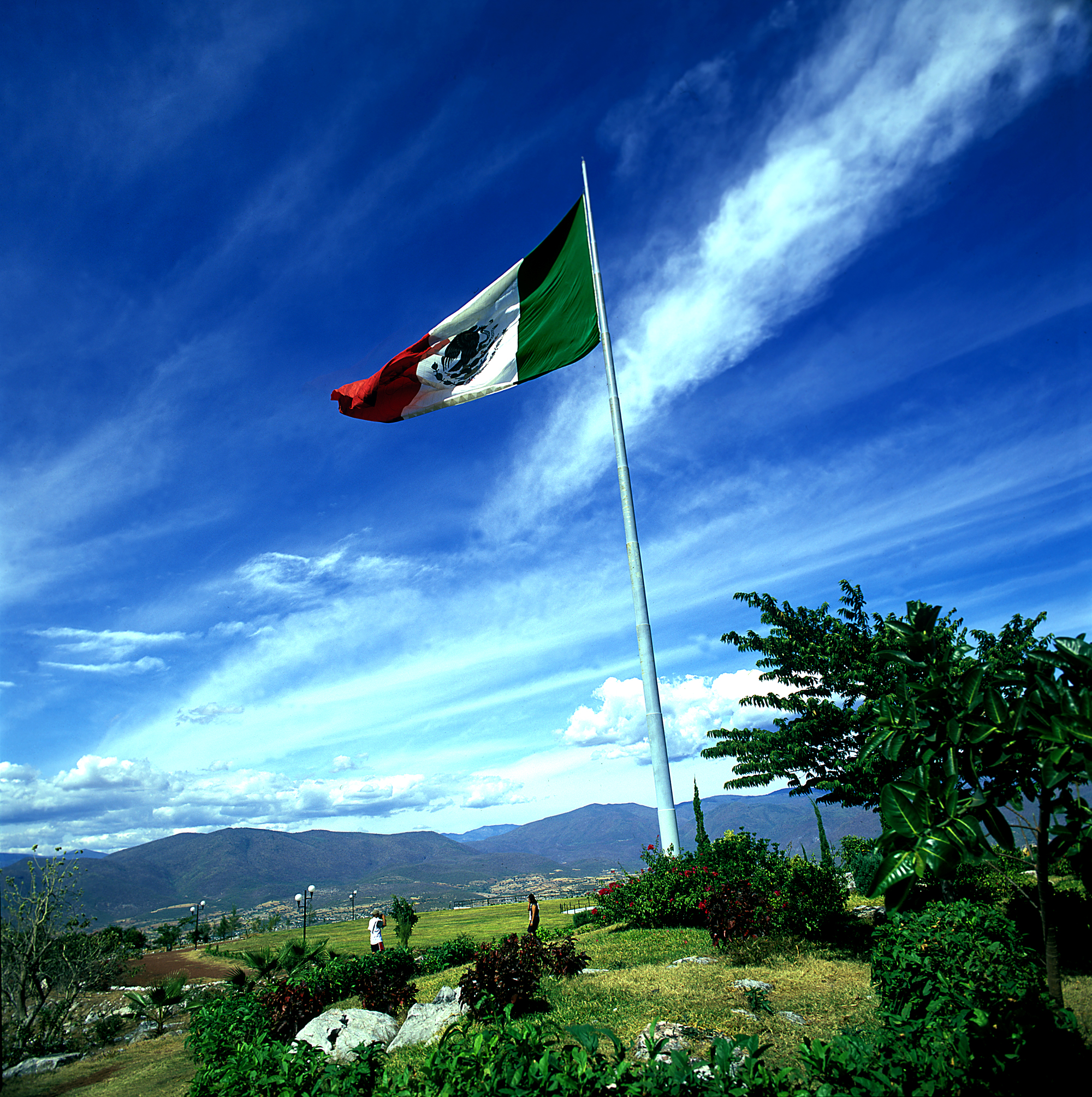
Asta Bandera, principal ícono de la ciudad.

En 2015, 41.8 % de la población se encontraba en situación de pobreza moderada y 11.1 % en situación de pobreza extrema. La población vulnerable por carencias sociales alcanzó un 32.1 %, mientras que la población vulnerable por ingresos fue de 3.57 %. En 2015, 2.51 % de la población en Iguala de la Independencia no tenía acceso a sistemas de alcantarillado, 20.3 % no contaba con red de suministro de agua, 13 % no tenía baño y 1.16 % no poseía energía eléctrica.
A partir de septiembre del 2014, la economía local presentó una caída de aproximadamente un 40 por ciento, ya que actividades como la venta de oro dejaron de tener el mismo potencial, cayendo un 40 % la venta de oro y una caída del 60 % en llegada de turistas nacionales.

#### Agricultura
Destaca la producción del estropajo, sorgo, grano, cacahuate, jitomate, sorgo farrajero, tomate y sésamo

#### Ganadería
Existen especies pecuarias tanto de ganado mayor como de ganado menor, de la primera destacan los bovinos, porcinos, caprinos, ovinos y equinos. Respecto a la segunda, existen aves de engorda y postura, así como colmenas.

#### Industria
La mayoría de las industrias están instaladas en la ciudad industrial Valle de Iguala, abreviada CIVI.
- Pemex

## Cultura
Iguala es una de las ciudades más importantes para el Estado y para el país, debido a los diferentes eventos históricos que han marcado un paso importante en la Historia de México, debido a esto existe un gran incremento en los eventos y en el fomento de la cultura de México con ferias y eventos culturales llevados a cabo por el gobierno local y estatal.

### Monumentos históricos y sitios de interés

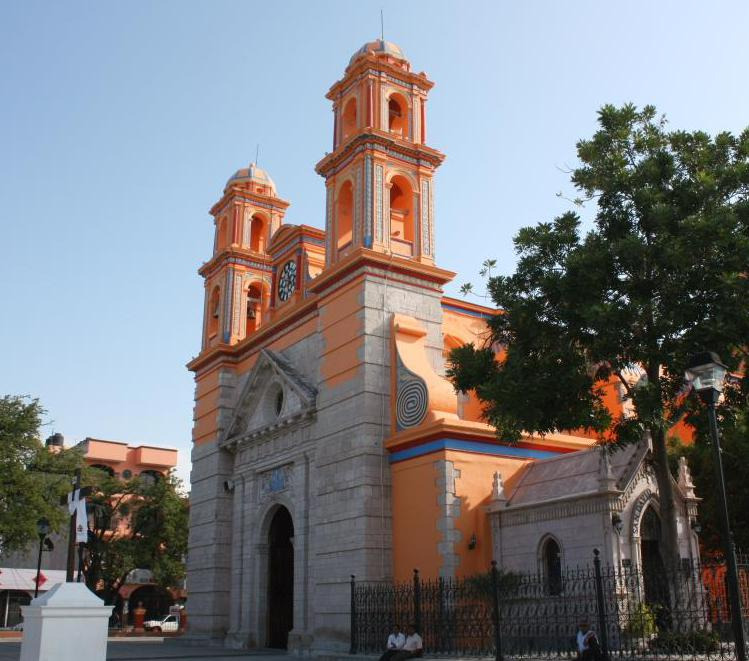
Parroquia de San Francisco de Asís

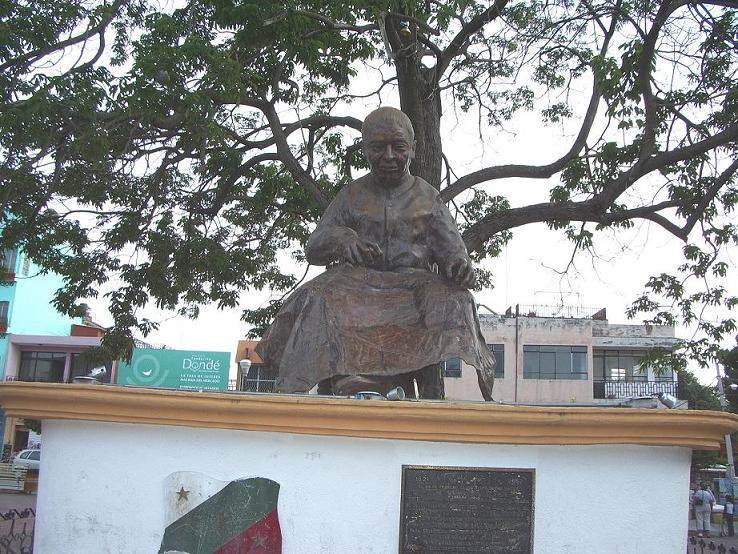
Monumento a José Magdaleno Ocampo

Iguala cuenta con dos edificios históricos del Estado de Guerrero, los cuales son bienes muebles o inmuebles protegidos que son patrimonio de la Nación, y están declarados como tales en el Registro Público de Monumentos y Zonas Arqueológicos del INAH, de acuerdo a la Ley Federal sobre Monumentos y Zonas Arqueológicos, Artísticos e Históricos de México.

#### Arquitectura civil
- Asta monumental a la bandera, es de las más grandes del mundo, tiene 113.10 metros de altura incluyendo el sistema de pararrayos y pesa 145 toneladas. Su plazoleta es de 26 metros y el estandarte que ondea mide 55 por 31.43 metros.[28]

- Monumento a la Bandera, es un conjunto escultórico alusivo a la bandera, realizado en cantera rosa en 1942 por iniciativa del presidente Manuel Ávila Camacho. La edificación de este monumento se debe a que Iguala fue el sitio donde se usó por primera vez la bandera del Ejército Trigarante, una vez promulgado el Plan de Iguala.[29]

- Estación Naranjo, es la estación edificada sobre la línea del Ferrocarril México-Cuernavaca y el Pacífico. La primera locomotora llegó a Cuernavaca el 1° de diciembre de 1897. La construcción continuó y el 16 de junio de 1898 se puso en servicio el tramo que fue más allá de la estación Vista y del poblado de Iguala. En 1899 esta línea con 192.266 kilómetros llegó a las márgenes del río Balsas sin que nunca pudiera darse continuidad al proyecto de llegar a la costa del Pacífico por esta vía. En 1902 el Ferrocarril de México a Cuernavaca pasó a ser parte del sistema del Ferrocarril Central Mexicano y en 1908 al fusionarse éste con el Ferrocarril Central Mexicano, se inició el proceso de nacionalización de los ferrocarriles mexicanos.[30]

- Monumento a los Héroes de la independencia: Hidalgo, Guerrero y Morelos.
- Hemiciclo a Benito Juárez
- Monumento a Nicolás Bravo
- Monumento al Ing. Rubén Figueroa
- Monumento a los Niños Héroes; exterior del santuario de la Bandera.

#### Arquitectura religiosa
- Parroquia de San Francisco de Asís, en 1850, gracias a la aportación económica de Francisco Juan, hombre próspero del barrio de Juanacate y el constructor poblano Marced Maxil, se inició el embovedamiento de la parroquia, que anteriormente era un techo plano. En 1854 el presidente Santa Anna aportó 400 pesos para la continuación de estos trabajos.[31]

- Templo parroquial de Santa María de la Asunción, es un templo franciscano construido hacia el año 1539. Posee una sencilla fachada en la que destacan esculturas de ángeles y un modesto alfiz que delimita la puerta.[32]

- Parroquia De San Juan Bautista, es un templo en honor a San Juan Bautista.[33]

### Tradiciones
- El 4 de octubre se celebran las fiestas en honor de san Francisco de Asís. También se conoce como El día de los locos. Para la celebración se hace un desfile con personajes extravagantes que marchan por las principales calles de la ciudad. Lo más llamativo son los hombres vestidos de mujeres que van bailando y persiguen a los varones que ahí se reúnen a verles desfilar.

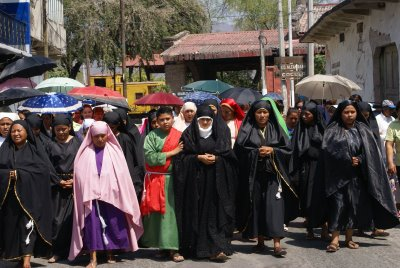
Fiestas religiosas.

- El 1 y 2 de noviembre es costumbre visitar las casas donde fallecieron seres queridos en fechas recientes, lo que se conoce como la visita a las tumbas.
- En 1912 se celebraron los primeros cien años de la plantación de 32 tamarindos siendo este es un fruto típico de esta ciudad, en 2012 los tamarindos que están dentro del primer cuadro de la ciudad cumplieron 200 años.
- El 5 y 6 de agosto la feligresía igualteca celebra con gran algarabía la fiesta de la transfiguración de nuestro Padre Jesús
- El 15 de septiembre se celebra la festividad de la Virgen de los Dolores.
- Es tradición en esta ciudad el peculiar paseo de las futuras novias sobre un burro adornado por las calles aledañas a la casa que habita y pasear por las calles del centro de la ciudad, con música y ruido para que todos la vean.
- En el centro de la ciudad hay sembrados 32 árboles de tamarindo, la tradición dice que uno de esos árboles es en realidad una tamarinda y que si dos enamorados se sientan al pie de esta y el novio le roba un beso a la novia, éstos están destinados a unirse en matrimonio.

## Turismo
Iguala es una de las ciudades de mayor importancia en el estado de Guerrero y a pesar de que el turismo no es la principal actividad económica, es un punto de encuentro de varias personas, debido a los hechos históricos relevantes para la nación que tuvieron lugar en la ciudad.

### Sitios de interés

#### Asta Bandera

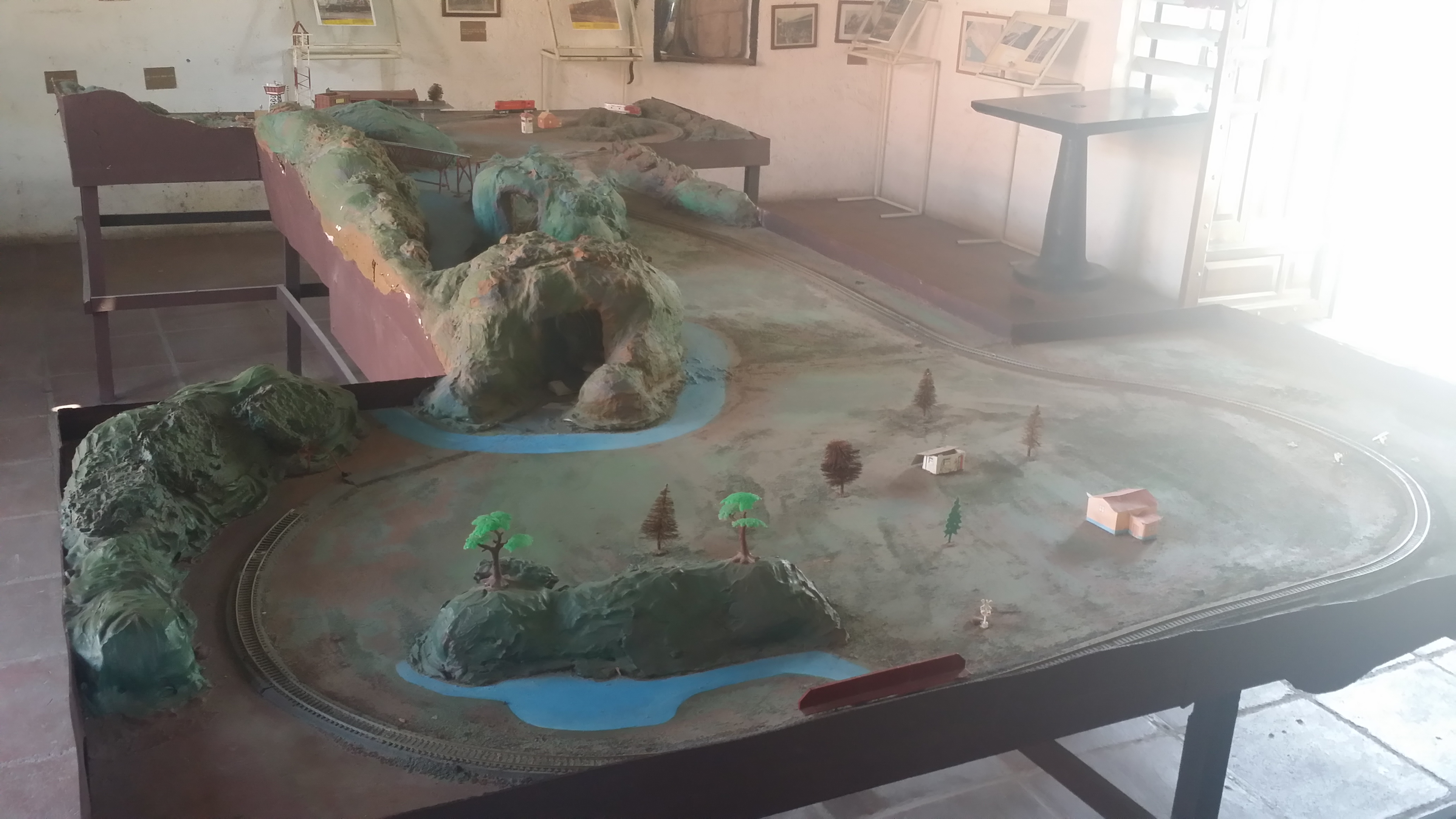
Modelo de la estación.

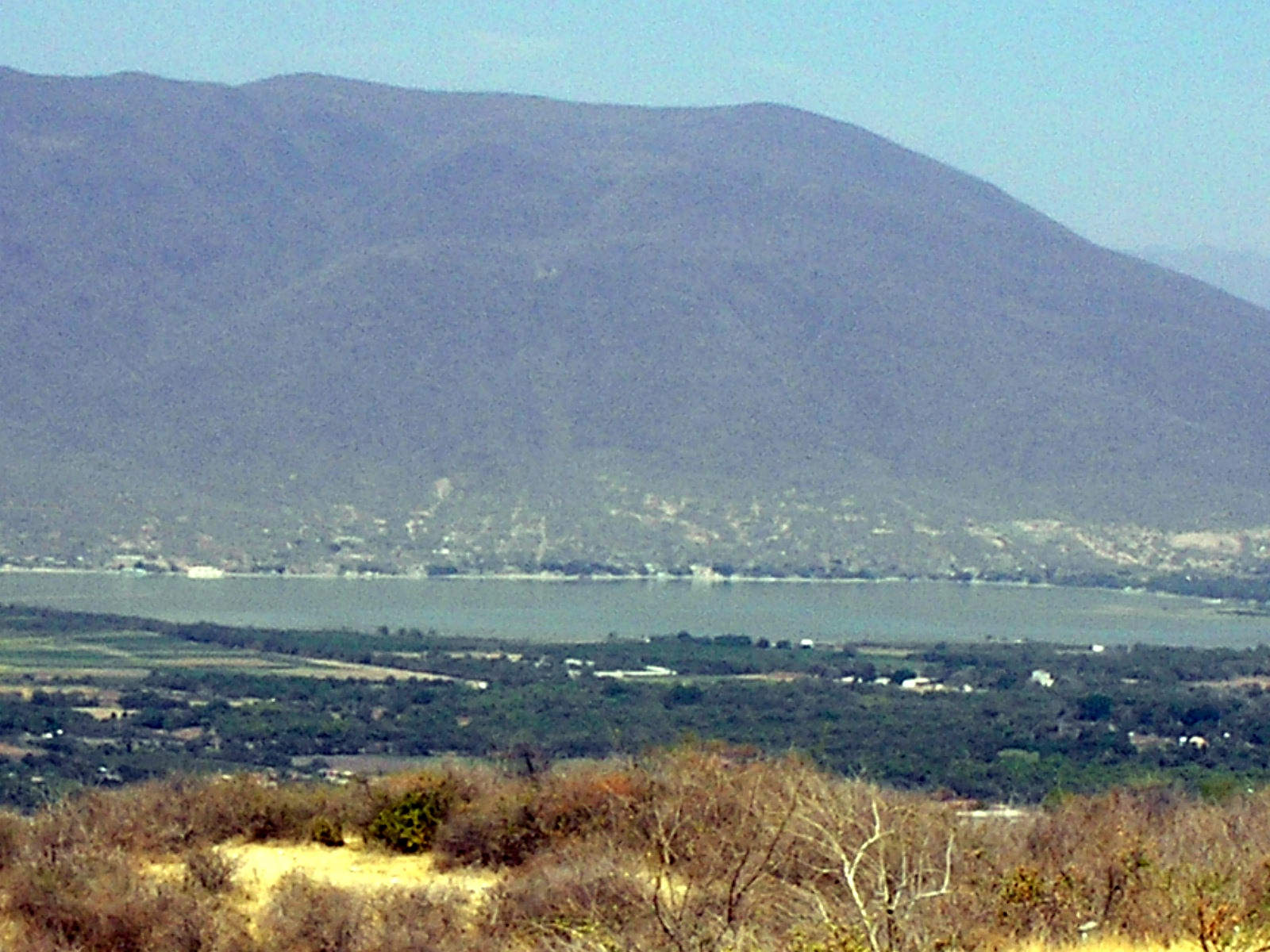
Vista de La Laguna de Tuxpan.

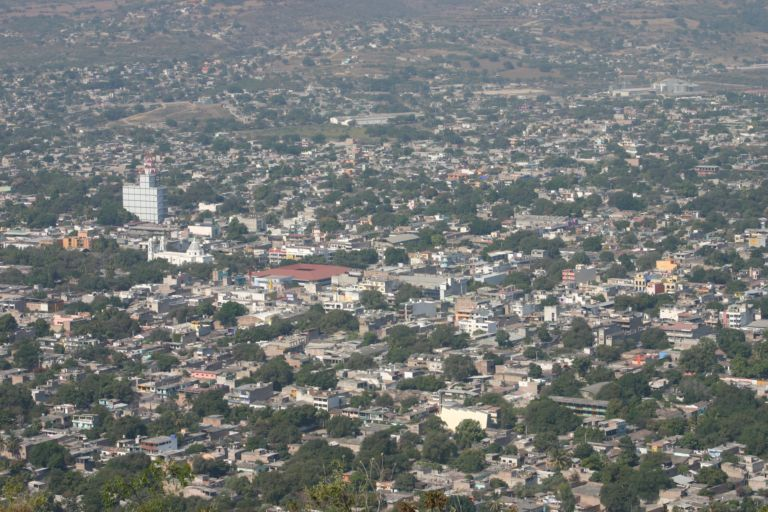
Vista de la ciudad desde el Asta Bandera.

El 31 de enero de 1997, el Primer Mandatario se comprometió a entregar un asta bandera monumental al pueblo de Guerrero. Está encuentra sobre la cima del cerro Tehuehe perteneciente a la colonia C.N.O.P. Fue izada por primera vez, el 24 de febrero de 1998, por el entonces presidente de México, Ernesto Zedillo Ponce de León.

#### Museo a la Bandera
Localizado en el centro de la ciudad, este museo alberga exposiciones permanentes y temporales de pintura y fotografía, así como eventos culturales como obras de teatro, danza y poesía. Principalmente se encuentran réplicas de las banderas mexicanas usadas en las distintas etapas de la historia del país.

#### Monumento a la Bandera
Monumento a la Bandera, es un conjunto escultórico alusivo a la bandera, realizado en cantera rosa en 1942 por iniciativa del presidente Manuel Ávila Camacho. La edificación de este monumento se debe a que Iguala fue el sitio donde se usó por primera vez la bandera del Ejército Trigarante, una vez promulgado el Plan de Iguala.

#### Laguna de Tuxpan
Tuxpan es un pueblo a tan solo 5 kilómetros al este de la ciudad de Iguala con casas de adobe y teja donde celebran sus fiestas de manera tradicional. Uno de sus principales atractivos es la laguna reconocida nacionalmente donde se han celebrado en varias ocasiones la Nauticopa.

#### Estación Naranjo
Es la estación edificada sobre la línea del Ferrocarril México-Cuernavaca y el Pacífico.

#### Parroquia de San Francisco de Asís
En 1850, gracias a la aportación económica de Francisco Juan, hombre próspero del barrio de Juanacate y el constructor poblano Marced Maxil, se inició el embovedamiento de la parroquia, que anteriormente era un techo plano. En 1854 el presidente Santa Anna aportó 400 pesos para la continuación de estos trabajos.

### Eventos

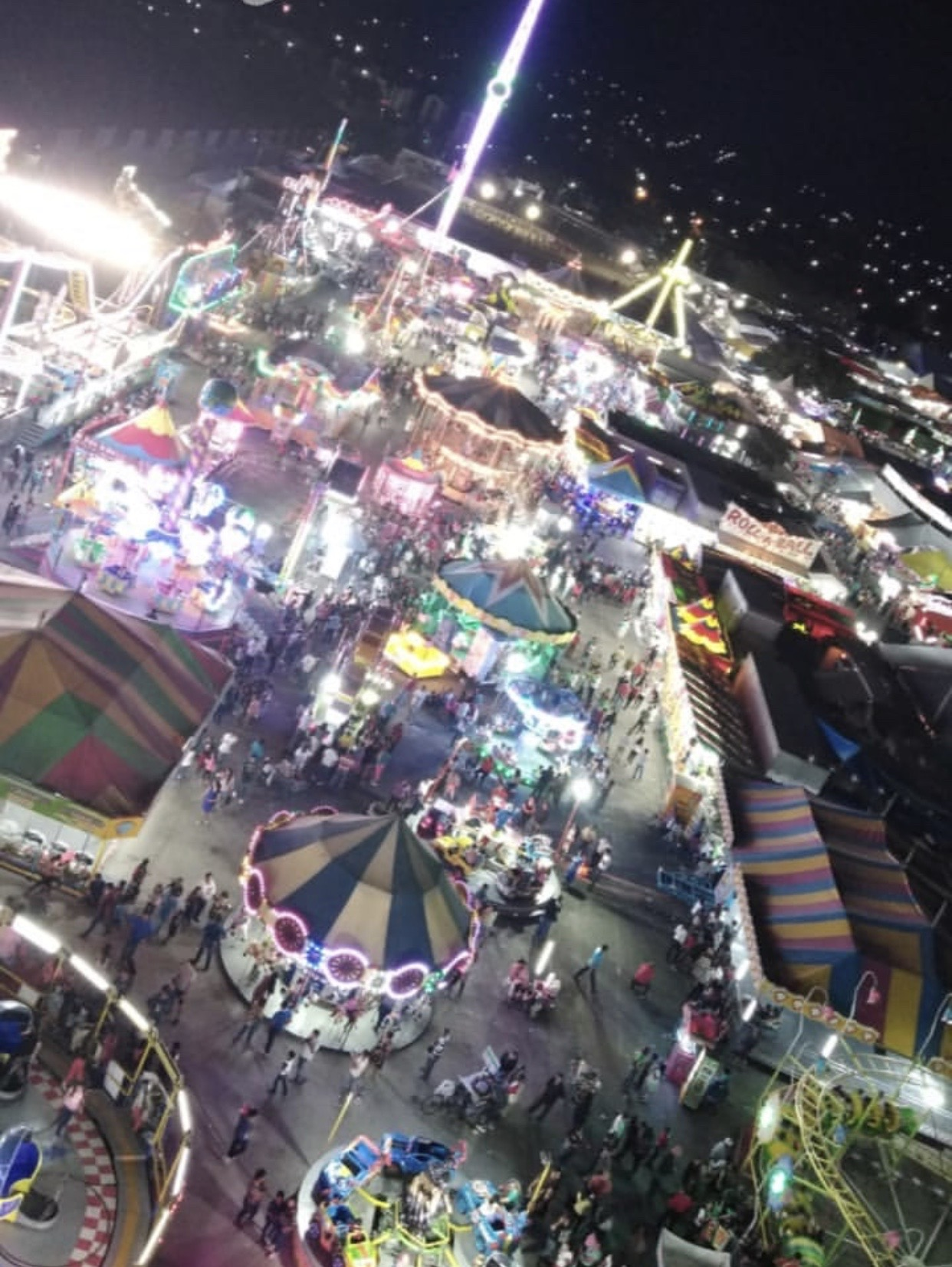
Feria de la Bandera.

#### La Feria de la Bandera
La Feria a la Bandera, es una feria municipal que tiene carácter nacional e internacional, se celebra durante la 2.ª semana de febrero hasta los primeros días de marzo, la feria inicia con un desfile por las principales calles de la ciudad, en el centro histórico, se coloca el presídium el cual está integrado por el presidente municipal, regidores, síndicos, y algún mandatario que venga en representación del gobernador del estado, después de concluir el desfile los mandatarios encienden la antorcha de la feria, de ahí se trasladan al recinto ferial, en el cual en punto de las 21:00 horas, es la inauguración de la feria a la bandera, la cual inicia con un espectáculo de pirotecnia.
- Exposición ganadera
- Museo de la identidad Igualteca
- Teatro del pueblo
- Palenque de gallos
- Áreas recreativas

## Educación

### Instituciones educativas

#### Públicas
- Centro Regional de Educación Normal "Adolfo López Mateos" (CREN de Iguala)
- Centro de Actualización del Magisterio (CAM de Iguala)
- Universidad Autónoma de Guerrero (UAGRO)
- Universidad Pedagógica Nacional (UPN)
- Universidad Tecnológica de la Región Norte de Guerrero (UTRNG)
- Colegio Superior Agropecuario del Estado de Guerrero
- Instituto Tecnológico de Iguala
- Centro de Estudios de Bachillerato 5/3 "José Vasconcelos"
- Centro de Bachillerato Tecnológico, Industrial y de Servicios n.º 56
- Unidad Académica Preparatoria n.º 10 (UAGRO)
- Unidad Académica Preparatoria n.º 32 (UAGRO)
- Colegio de Estudios Científicos y Tecnológicos del Estado de Guerrero (CECyTE) Plantel 03 Iguala
- Centro de Educación Profesional Técnica del Estado de Guerrero (CONALEP) Plantel Iguala 112
- Colegio de Bachilleres (COBACH) Plantel 03

#### Privadas
- Universidad Hartmann Campus Iguala
- Centro de Estudios Benemérito de Las Américas
- Centro de Estudios Superiores del Valle de Iguala (CESVI)
- Centro de Estudios Universitarios (UNAM) Juan Ruiz de Alarcón
- Escuela Superior de Arte y Cultura Yohuala
- Instituto de Estudios Universitarios (IEU)
- Instituto Windsor
- Universidad Fray Luca Paccioli (UFLP)

## Infraestructura

### Carreteras
- Carretera Federal 95D cuota (Iguala - Cuernavaca - Ciudad de México)
- Carretera Federal 95 libre (Iguala - Taxco - Cuernavaca - Ciudad de México)
- Carretera Federal 95 libre (Iguala - Zumpango del Río - Chilpancingo de los Bravo - Acapulco de Juárez)
- Carretera Federal 51 libre (Iguala - Teloloapan - Arcelia - Ciudad Altamirano)
- Carretera Estatal 1 libre (Iguala - Tepecoacuilco - Huitzuco - Atenango del Río - Copalillo)
- Carretera Federal 55 libre (Iguala - Taxco - Ixtapan de la Sal)

### Transporte
La ciudad cuenta con Combis Urbanas con un costo de $9.00 mn y también existen diferentes tipos de rutas las cuales llevan a diferentes comunidades rurales que colindan con la ciudad, como lo es Santa Teresa, Sabana Grande, Col. Lázaro Cárdenas (la botanana), Tuxpan, Tomatal, Tepecoacuilco de Trujano, Coacoyula, Zacacoyuca, Metlapa y el municipio de Buenavista de Cuéllar
- Además existen 2 rutas de autobuses urbanos con costo de $12.00 mn
- La tarifa mínima de taxis es de $35.00, dentro de la periferia de la ciudad.

### Líneas de Autobuses
- Terminal Central de Iguala (Zona del mercado)
- Central Grupo ADO Estrella de Oro (calle bandera nacional)

En la ciudad se cuenta con varias líneas comerciales de autobuses con diferentes destinos de la República Mexicana:
| Líneas de Autobuses                                                        | Destinos |
| -------------------------------------------------------------------------- | --- |
| Enlaces Terrestres Nacionales ETN/Turistar Lujo                            | Cuernavaca, México Taxqueña, Guadalajara, Monterrey Central, Monterrey Churubusco, Nuevo Laredo                                                                            |
| Autobuses Futura (Grupo Estrella Blanca)                                   | Celaya, Irapuato, Querétaro |
| Autobuses Futura Mix (Grupo Estrella Blanca)                               | Querétaro, Ciudad Victoria, Reynosa, Matehuala, San Luis Potosí, Saltillo, San Nicolás de los Garza, Monterrey, Nuevo Laredo                                               |
| Autobuses Futura Select (Grupo Estrella Blanca)                            | Puebla, León |
| Autobuses Interestatales de México Elite (Grupo Estrella Blanca)           | México Norte, Guadalajara, Tepic, Altar, Sonoyta, Santa Ana, San Luis Río Colorado, Navojoa, Mazatlán, Los Mochis, Culiacán, Hermosillo, Ciudad Obregón, Mexicali, Tijuana |
| Autobuses Costa Line / Futura / Turistar Ejecutivo (Estrella Roja del Sur) | Chilpancingo, Acapulco, Teloloapan, Apaxtla, Arcelia, Ciudad Altamirano, Taxco, Cuautla, Cuernavaca, México Taxqueña, México Norte                                         |
| Autobuses Estrella de Oro                                                  | Chilpancingo, Acapulco, Teloloapan, Ciudad Altamirano, Taxco, Cuernavaca, México Taxqueña, México Tapo, México Aeropuerto, Xalapa, Veracruz                                |
| Autobuses TER (Estrella Roja de Cuautla)                                   | Buenavista de Cuellar, Puente de Ixtla, Jojutla, Cuautla |

## Servicios

### Salud
En el municipio la asistencia médica es proporcionada por la Secretaría de Salud (SSA), el Instituto Mexicano del Seguro Social (IMSS), el Instituto de Seguridad y Servicios Sociales para los Trabajadores del Estado (ISSSTE). Al año 1999 presentaba un total de 18 clínicas, de las cuales una era del IMSS, una del ISSSTE y 16 de la SSA.

### Deporte
La actividad deportiva se practica en canchas de básquetbol, fútbol, voleibol, frontenis, squash, box, tenis, taekwondo. Además de un estadio de fútbol. Se cuenta con ligas para los interesados en realizar algún deporte, la mayoría sin ningún costo o una cuota mínima.

### Abasto
Se cuenta con establecimientos privados donde existen mayoristas y minoristas, ubicados en la cabecera municipal y otros dispersos en las localidades. Cuenta además con un mercado público en la cabecera municipal, un tianguis comercial los días jueves y otro agropecuario artesanal los días domingo, una central de abasto, almacenes, misceláneas, mercados sobre ruedas, tres centros comerciales y diversas tiendas de autoservicio.

## Medios de comunicación
En la cabecera municipal la población cuenta con teléfonos, administración de telégrafos, administración de correo, agencias de correo, radiodifusoras y radio telefonía.

### Radiodifusoras
FM
- Radio Manantial de Iguala FM 88.5 (Social Comunitaria)
- La Ke Buena XHIGA-FM 93.9 (Comercial)
- Oro FM XHDOM-FM 100.9 (Social Comunitaria)
- Radio Universidad XHCPAF-FM 103.3 (UT-RNG)
- La Grande de Iguala XHIG-FM 106.5 (Comercial)

- XHRCB-FM 95.3(Fuera del Aire)
- La Z XEKF-FM 90.5 (Fuera del Aire)

AM
- Grupo Acustik XEIGEP-AM 1360 AM (Próximamente)

### Televisoras Locales
- 12.1 HD canal doce (XHDBT-TDT 8.1)

### Repetidoras Locales
- 1.1 Azteca Uno (XHIR-TDT 30.1)
  - 1.2 SD ADN 40
- 2.1 Las Estrellas (XHIGG-TDT 26.1)
- 3.1 Imagen Televisión (XHCTIG-TDT 33.1 baja potencia)[39]
  - 3.3 SD Maussan Televisión
  - 3.4 SD Excélsior TV
- 5.1 Canal 5 (XHIGN-TDT 31.1)
- 7.1 Azteca 7 (XHTUX-TDT 29.1)

### Cobertura telefonía celular
- Telcel (3G, 4G-LTE, 5G)
- AT&T México (3G, 4G-LTE)
- Movistar México (3G, 4G-LTE, 5G)
- Altán Redes (4G-LTE)

## Ciudades hermanas
- Chilpancingo, México (2023)[40]